# Korea International 2007
Die Korea International 2007 im Badminton fanden vom 27. November bis zum 2. Dezember 2007 statt.

## Sieger und Platzierte
| Disziplin    | Gold                           | Silber                    | Bronze                                 |
| ------------ | ------------------------------ | ------------------------- | -------------------------------------- |
| Herreneinzel | Shon Seung-mo                  | Kenichi Tago              | Lee Cheol-ho                           |
| Herreneinzel | Shon Seung-mo                  | Kenichi Tago              | Han Ki-hoon                            |
| Dameneinzel  | Lee Yun-hwa                    | Jang Soo-young            | Aprilia Yuswandari                     |
| Dameneinzel  | Lee Yun-hwa                    | Jang Soo-young            | Yu Hirayama                            |
| Herrendoppel | Ko Sung-hyun Kwon Yi-goo       | Hong In-pyo Choi Min-ho   | Song Chang-yeop Hwang Jong-soo         |
| Herrendoppel | Ko Sung-hyun Kwon Yi-goo       | Hong In-pyo Choi Min-ho   | Kovit Phisetsarasai Nitipong Saengsila |
| Damendoppel  | Yoo Hyun-young Jung Kyung-eun  | Lee Seul-gi Bae Seung-hee | Zhang Dan Zhang Zhibo                  |
| Damendoppel  | Yoo Hyun-young Jung Kyung-eun  | Lee Seul-gi Bae Seung-hee | Cho A-ra Ha Yu-Jin                     |
| Mixed        | Shin Baek-cheol Yoo Hyun-young | Ham Hyo-jin Kim Sung-kwan | Yim Bang-eun Jun Woul-sik              |
| Mixed        | Shin Baek-cheol Yoo Hyun-young | Ham Hyo-jin Kim Sung-kwan | Viki Indra Okvana Richi Puspita Dili   |